# Голий похід
Голий похід (англ. Nude hiking, також відомий як англ. naturist hiking або англ. free hiking) — вид активного відпочинку, під час якого учасники здійснюють піші прогулянки в природному середовищі без одягу. Ця практика є частиною ширшої культури натуризму, яка пропагує гармонію з природою, свободу тіла та повагу до навколишнього середовища. Голий похід популярний у деяких країнах, де натуризм має значне поширення, зокрема в Німеччині, Франції, США та інших.

## Історія
Голий похід бере свій початок у натуристському русі, який зародився в Європі на початку XX століття. У Німеччині натуризм, відомий як Freikörperkultur (FKK, культура вільного тіла), сприяв розвитку пішохідних маршрутів, де люди могли практикувати голі прогулянки. Перші офіційні маршрути для голих походів з’явилися в Німеччині у 2000-х роках, зокрема в регіоні Гарц. У 2010 році в Німеччині було відкрито перший офіційний маршрут для голих походів у містечку Данкероде.
В інших країнах, таких як США, голий похід асоціюється з натуристськими курортами та клубами, які організовують групові походи в спеціально відведених зонах (особливо в Каліфорнії, Колорадо). У Швейцарії та Австрії також є регіони, де голий похід дозволений, хоча часто це викликає дискусії щодо законності та суспільного сприйняття.

## Практика

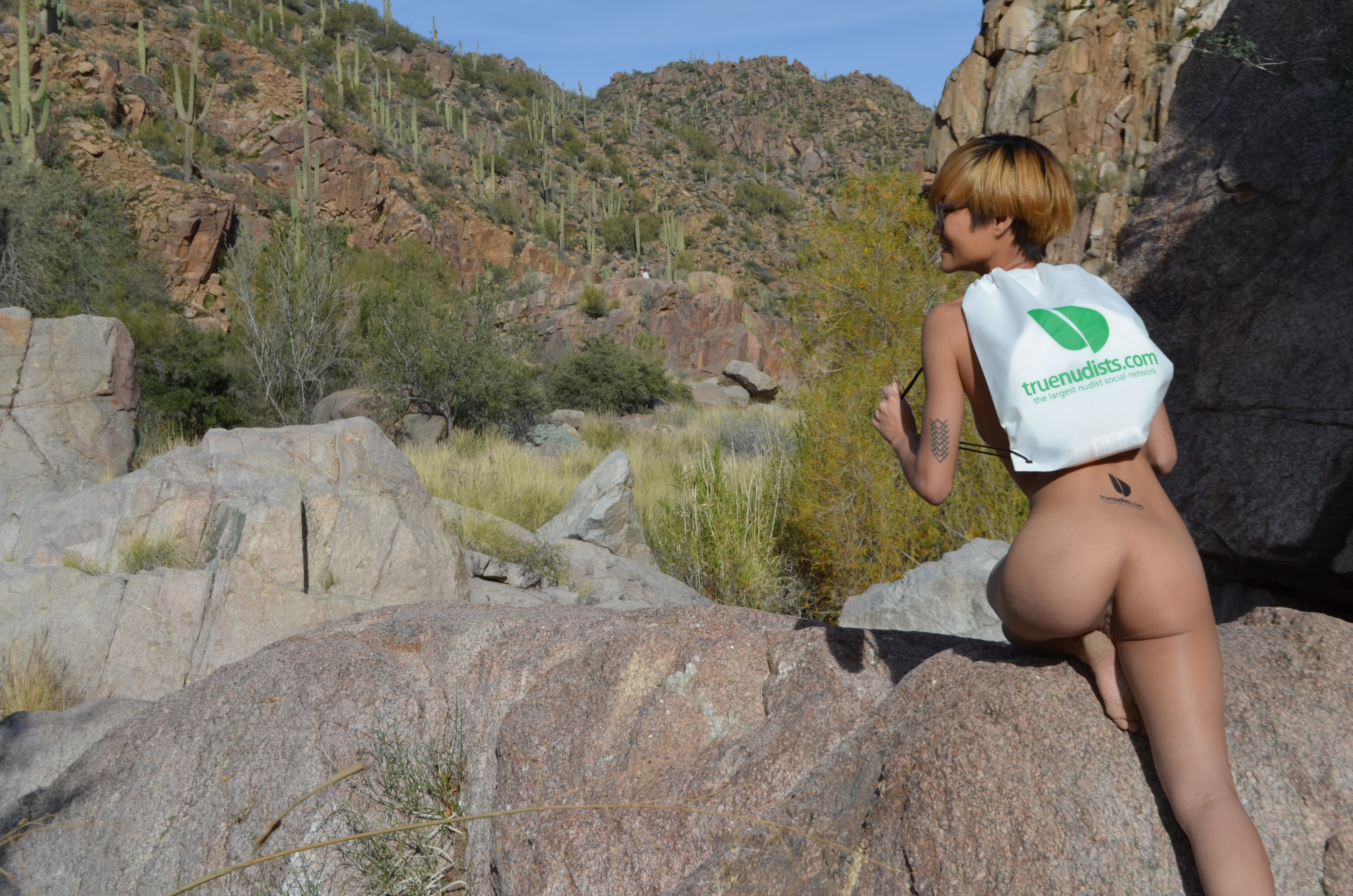
Нудистка на скелі з рюкзаком truenudists.com

Голий похід зазвичай відбувається в природних локаціях, таких як ліси, гори, або віддалені стежки, де учасники можуть почуватися комфортно та уникати небажаної уваги. Учасники походів часто наголошують на відчутті свободи, близькості до природи та позитивному впливі на психічне здоров’я. Практика передбачає дотримання принципів натуризму, зокрема поваги до інших людей, природи та місцевих законів.
Основні аспекти голого походу:
- Екіпірування. Учасники зазвичай носять лише взуття, головні убори та рюкзаки для захисту від сонця та зручності. Одяг можна брати з собою на випадок зміни погоди чи необхідності дотримання місцевих норм.
- Місця. Голий похід дозволений у спеціально відведених зонах або на приватних територіях, де натуризм є легальним. Наприклад, у Німеччині існують позначені маршрути, такі як Гарцський нудистський маршрут (нім. Harzer Naturistenstieg)[3].
- Етикет. Учасники та учасниці повинні поважати інших, уникати провокаційної поведінки та дотримуватися місцевих правил.

Прихильники голого походу вважають, що він сприяє кращому контакту з природою, це фізично комфортніше в спекотну погоду, форма духовного звільнення та соціального протесту проти обмежень. Іноді така практика використовується також як форма медитації або як складова альтернативного способу життя.
Щорічно 21 червня, в день літнього сонцестояння, у багатьох країнах світу відзначають День голого походу (англ. World Naked Hiking Day). Його святкують шляхом спільних походів натуристів.

## Законність і суспільне сприйняття
Законність голого походу залежить від країни та регіону. У більшості штатів США публічна нагота заборонена, але в національних парках іноді застосовуються м’якші норми. У країнах із сильною натуристською традицією, таких як Німеччина чи Франція, голий похід є більш прийнятним і часто регулюється місцевими законами. Наприклад, у Німеччині голий похід дозволений у відведених зонах, але в інших країнах, як-от Україна, це може вважатися порушенням громадського порядку через відсутність правового регулювання натуризму. В Україні публічна нагота розглядається як дрібне хуліганство згідно зі статтею 173 Кодексу України про адміністративні правопорушення.
Суспільне сприйняття голого походу варіюється. У деяких культурах це розглядається як природний спосіб взаємодії з природою, тоді як в інших може викликати осуд або нерозуміння. У багатьох країнах натуристи намагаються популяризувати голий похід через інформаційні кампанії та створення офіційних маршрутів. 
Прихильники нудистського туризму дотримуються певних етичних норм та правил, щоб забезпечити комфортне та безпечне перебування для всіх: 
- Завжди слід поважати приватність інших людей і не фотографувати їх без дозволу.
- Нудистський туризм — це не ексгібіціонізм. Його метою є єднання з природою, а не привернення уваги.
- Варто уникати небезпечних ділянок, оскільки одяг, окрім іншого, може слугувати захистом від подряпин чи укусів комах. Використання сонцезахисного крему є обов'язковим.
- Як і в будь-якому іншому виді туризму, важливо дбати про природу, не залишати сміття та не шкодити довкіллю.
- Завжди необхідно враховувати місцеві закони та правила щодо публічної оголеності[2].

## Голий похід у світі

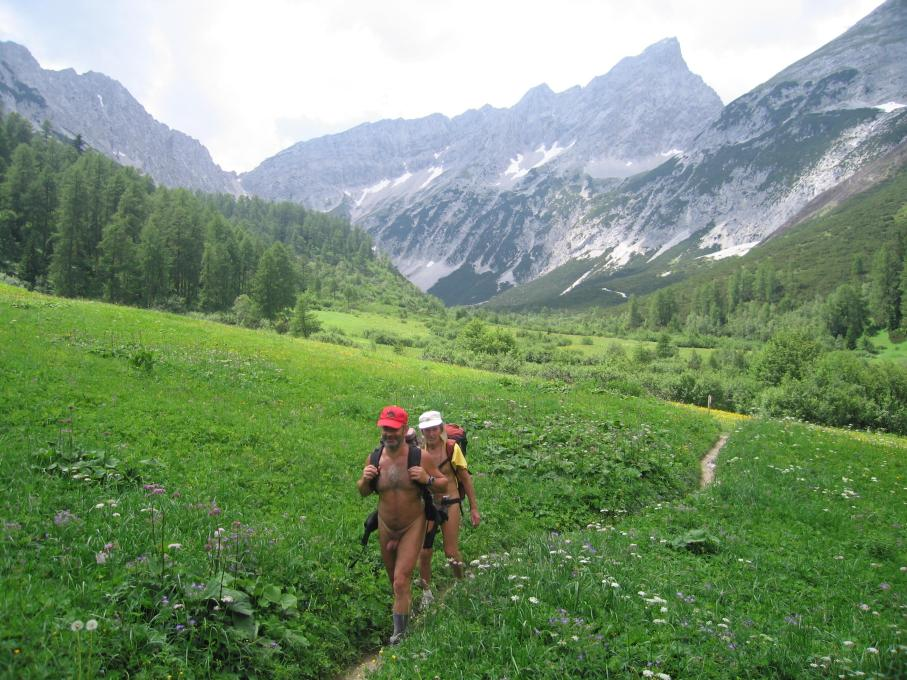
Піший туризм в Австрії, 2006

### Німеччина
Голі піші прогулянки виникли у зв'язку з нудизмом на початку ХХ століття. Наприклад, у 1912 році Річард Унгевіттер (1868-1958), один з піонерів нудистської культури, виступив проти «повітряних ванн у приміщенні», заснованих на романтичному розумінні природи, і закликав до того, щоб нудизм був публічним, а отже, підлягав соціальному контролю. Ще в 1916 році англійські туристи в долині Мадеранерталь у центральній Швейцарії безперешкодно ходили голими. Натуралісти, такі як педагог-реформатор і реформатор життя Вернер Ціммерманн та співзасновник Міжнародної федерації натуристів (МФН) Едуард Фанкгаузер, нібито ходили і лазили голяка по швейцарських Альпах і практикували голяка катання на лижах у Санкт-Моріці. Слід зазначити, що ці першопрохідці були не лише послідовними піонерами (рівні права для жінок, пацифізм, заборона відсоткових ставок) у своєму прагненні до змін, але й майже не стикалися з третіми особами в горах, як у сучасному суспільстві дозвілля. В історії натуризму МФН Карл Дрессен розповідає про «походи голяка, які іноді розтягувалися на кілометри».
Перший пішохідний маршрут для оголених туристів був створений Францем Рутаром поблизу Клагенфурта (Австрія) у липні 1984 року. Він простягався на 3 км через загальнодоступний, світлий листяний та ялиновий ліс. У травні 2010 року в горах Гарц було відкрито Гарцський нудистський маршрут (18-кільцевий маршрут) поблизу Віппри як перший німецький туристичний маршрут для нудистів. Другий туристичний маршрут для нудистів, Унделохський нудистський маршрут, було створено у 2012 році на Люнебурзькому пустищі. Ще один планувався на 2015 рік поблизу Треббіна в Бранденбурзі, але його було призупинено через значний суспільний опір.
Ню-туристи не вважають свою наготу провокацією. Йдеться насамперед про те, щоб відчути природу. Оскільки немає одягу, що заважає, можна відчути все - сонце, вітер, піт - безпосередньо. Фактор пригод, втечі від соціуму також може відігравати певну роль. Однак, щоб уникнути занепокоєння, вони віддають перевагу менш відвідуваним маршрутам у віддалених районах. Громадських доріг і площ, як правило, уникають.
Деякі мандрівники навіть долають більші відстані босоніж (босі походи).
Протягом кількох років натуристські походи більш-менш регулярно проводяться в берлінському лісі Грюневальд та малонаселеній землі Бранденбург, у Саксонській Швейцарії, у Тюрінгії, в Ротаргебірге, Шпессарті, Айфелі, в регіоні Ізар у Мюнхені та його околицях, у Каринтії, навколо Гамбурга, на Люнебурзькій пустці, у Швабському лісі, у Брегенцервальді в Альпштайні, а також в інших Швейцарських Альпах та в Юрі.

### Швейцарія

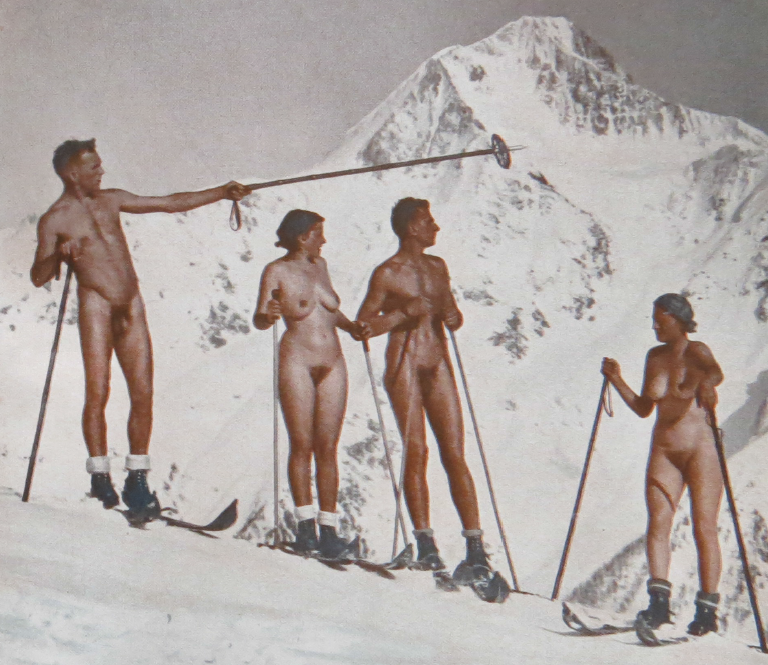
Натуристи на лижах у Швейцарії, 1930 рік

Приблизно з 2008 року в Альпштайні все частіше стали помічати мандрівників, які мандрують без одягу. Найпізніше, коли ця місцевість була розрекламована як рай для нудистів на відповідних інтернет-форумах, а швейцарське телебачення також повідомило про це, нудистські походи стали проблемою для ширшої громадськості. Після того, як кримінальне провадження проти оголеного туриста за «грубе хуліганство» в кантоні Аппенцелль-Іннерроден довелося припинити через відсутність позивача, 26 квітня 2009 року кантонні збори додали до ст. 15 кантонального кримінального закону про правопорушення офіційний склад злочину «публічно образлива поведінка, що ображає мораль або пристойність».
За цим послідувала дискусія щодо того, чи має право кантон видавати таку заборону. Аргумент полягав у тому, що під час перегляду Кримінального кодексу Швейцарії в 1991 році з нього було вилучено злочин «порушення суспільної моралі» (ст. 203), на підставі якого в минулому також накладалися покарання на оголених купальників. Таким чином, відсутність відповідного кримінального правопорушення була прямо передбачена законодавцем (тобто «кваліфіковане мовчання»), а отже, кантон не може знову ввести це кримінальне правопорушення через кантональний кримінальний кодекс про кримінальні проступки.
У неділю, 11 жовтня 2009 року, між 15:40 і 16:00, у зоні відпочинку Нішберг поблизу Герісау (Аппенцелль-Ауссерроден) був помічений оголений турист, на якого було складено протокол за «непристойну поведінку» (ст. 19 Кримінального кодексу кантону, аналогічна до вищезгаданої статті з Іннерродена). Справа пройшла всі інстанції аж до Федерального Верховного суду. 17 листопада 2011 року суд виніс рішення не на користь мандрівника і визнав кантонні закони, що забороняють піші прогулянки оголеними, допустимими.
Федеральний Верховний Суд стверджував, що Кримінальний кодекс дійсно містить чіткі положення про сексуальні злочини. Однак походи голяка - це не сексуальний злочин, а злочин проти пристойності та моралі. Загальну «мораль» не слід плутати з сексуальною «мораллю». Норма, яка загрожує покаранням кожному, хто «грубо порушує суспільну мораль і пристойність», належить до кантональної юрисдикції і також є достатньо визначеною. Рішення не викликало суперечок у колегії суддів (співвідношення голосів 3:2), але, проте, воно, швидше за все, залишиться в силі ще деякий час.

## Голий похід в Україні
В Україні голий похід як організована діяльність не має значного поширення через культурні особливості та відсутність законодавчої бази для натуризму. Проте окремі ентузіасти можуть практикувати його в віддалених природних зонах, таких як Карпати чи узбережжя Чорного моря. Офіційних натуристських маршрутів в Україні станом на 2025 рік не зареєстровано.